# Sotheby's

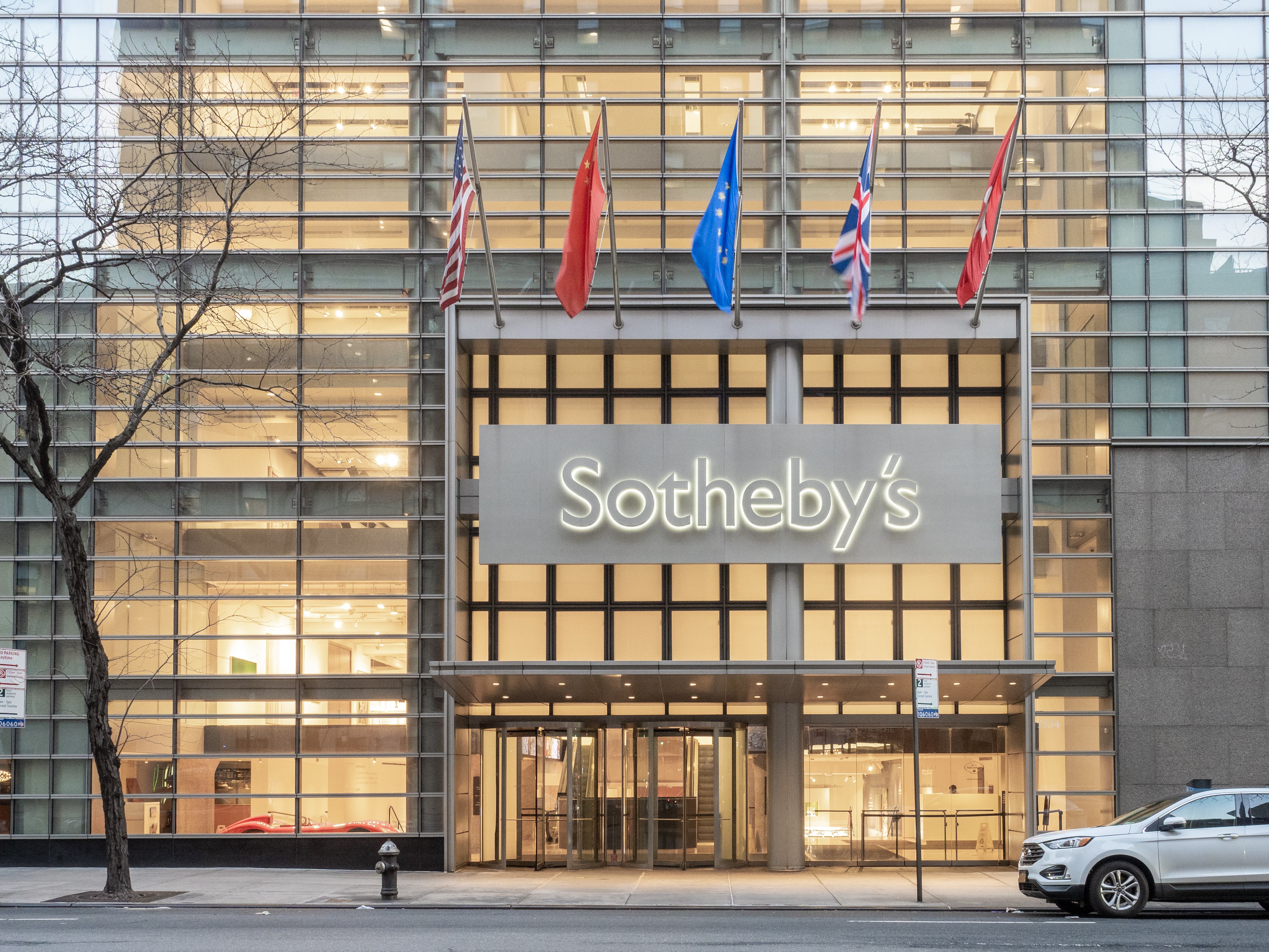
Sotheby's huvudkontor i New York.

Sotheby's är en brittisk auktionsbyrå, grundad 1744. Det är en av världens äldsta, ännu verksamma auktionsbyråer, efter Stockholms auktionsverk från 1674, Göteborgs Auktionsverk från 1681 och Uppsala auktionskammare från 1731.
Dess företrädare, Baker's, grundades i London den 11 mars 1744. Sotheby's var tidigt med att öppna filialer i Asien och Sovjetunionen.
Auktionsbyråns första stora försäljning skedde 1913, då ett porträtt utfört av Frans Hals såldes för nio tusen guinea.